# Ted Willis
Edward Henry Willis, barón Willis (13 de enero de 1914 - 22 de diciembre de 1992) fue un dramaturgo, novelista y guionista británico que también estuvo activo políticamente en apoyo del Partido Laborista. En 1941 fue nombrado secretario general de la Liga de Jóvenes Comunistas, la rama juvenil del Partido Comunista de Gran Bretaña .

## Primeros años y servicio militar
Willis, que nació en Tottenham, Middlesex, fue elegido presidente de la Liga Juvenil del Partido Laborista como candidato de la izquierda en 1937. También trabajó como crítico teatral para el Daily Worker.
Willis hizo parte de los Royal Fusiliers en el ejército británico en 1939, y posteriormente sirvió en el Servicio de Cinematografía del Ejército. En reuniones durante la Segunda Guerra Mundial con frecuencia se mostró a favor de la apertura de un segundo frente, con el objeto de ayudar al Ejército Rojo, que estaba lidiando con la peor parte de los ataques de los nazi.

## Carrera como escritor
Su pasión por el teatro se hizo evidente por primera vez en obras de teatro que escribió para el Unity Theatre, que usaba como sede una antigua capilla cerca de St. Pancras, durante la guerra. Willis ganó fama por escribir la serie de televisión Dixon of Dock Green, basada en las historias de Gordon Snashall, un policía local de Chislehurst de quien era muy amigo. Esta serie se transmitió durante más de veinte años. Fue presidente del Gremio de Escritores de Gran Bretaña entre 1958 y 1964. Willis fue el creador de varias series de televisión británicas como Virgin of the Secret Service, Hunter's Walk, The Adventures of Black Beauty, Copper's End, Sergeant Cork y Mrs Thursday.
Se le incluyó en el Libro Guinness de los récords como el guionista de televisión más prolífico del mundo. Escribió también 34 obras de teatro y varios largometrajes.

## Honores y premios
Con un anuncio del 23 de diciembre de 1963 se le otorgó un título nobiliario de par vitalicio, creado el 21 de enero de 1964 con el título de Barón Willis, de Chislehurst en el condado de Kent, como resultado de una nominación del Partido Laborista.
Willis fue el protagonista de una emisión del programa biográfico This Is Your Life en 1959, tras ser encontrado por Eamonn Andrews en el club de los Estudios Lime Grove de la BBC, en el barrio de Shepherd's Bush en Londres.

## Vida personal
Se casó con la actriz Audrey Hale en 1944 y tuvieron un hijo y una hija. Murió de un infarto en su casa de Chislehurst, Kent, en diciembre de 1992, a los 78 años, y fue enterrado en el cementerio de Tottenham.

## Créditos

### Obras de teatro selectas
- Buster (1943)
- Hot Summer Night (1958)
- The Scent of Fear (1959)

### Películas
- The Undefeated 1949
- A Boy, a Girl and a Bike (1949)
- The Huggetts Abroad (1949)
- The Blue Lamp (original treatment, 1950)
- The Wallet (US Blueprint for Danger, 1952)
- Top of the Form (1953)
- Trouble in Store (1953)
- The Large Rope (US: The Long Rope, 1953)
- Burnt Evidence (1954)
- Up to His Neck (1954)
- One Good Turn (1955)
- Woman in a Dressing Gown (1957)
- The Young and the Guilty (1958)
- No Trees in the Street (1959)
- Flame in the Streets (1961)
- Bitter Harvest (1963)

### Series de televisión selectas
- The Pattern of Marriage (1953)
- Dixon of Dock Green (1955–1976)
- Tell It to the Marines (1959–1960)
- Taxi! (1963–1964)
- Sergeant Cork (1963–1969)
- Mrs Thursday (1966–1967)
- The Adventures of Black Beauty (1972–1974)